# Fly Like an Eagle (singolo)
Fly Like an Eagle è una canzone della Steve Miller Band ed è estratto dall'album omonimo ed è scritta da Steve Miller e Steve McCarty. Questo brano viene anche inserito nel Greatest Hits 1974–78.

## Cover
La canzone è stata ripresa anche dal rapper Vanilla Ice per il suo singolo Rollin' in My 5.0., nel 1991. Ice, inoltre, cantava Fly Like an Eagle come guest nei concerti della Steve Miller Band.
Anche i Neville Brothers eseguirono una cover per il loro album Family Groove del 1994.
Una celebre versione del brano è stata riproposta da Seal nel 1997 per il film d'animazione Space Jam.
Nel 2025 è stata eseguita dal gruppo Playing For Change - Song Around The World con la partecipazione di Steve Miller. 